# George Pomeroy Colley
George Pomeroy Colley KCSI CB CMG (1 november 1835 - 27 februari 1881) was een Brits generaal-majoor en gouverneur van Natal.

## Eerste Boerenoorlog
Tijdens de Eerste Boerenoorlog kwam Colley in actie tegen de onafhankelijkheidsverklaring van de Zuid-Afrikaansche Republiek (Transvaal). Na zware verliezen bij Laingsnek en Ingogo bezette hij de heuvel Majuba. Bij de daaropvolgende Slag van Majuba sneuvelde hij. Met deze nederlagen werd de oorlog in het voordeel van Transvaal werd beslist.